# جان كونر
جان كونر (بالإنجليزية: Jean Conner)‏ هي فنانة أمريكية، ولدت في 1933 في لنكن في الولايات المتحدة.